# نیه‌تا زوکی
نیه‌تا زوکی (ایتالیایی: Nietta Zocchi؛ ۱۰ ژوئیهٔ ۱۹۰۹ – ۲۳ آوریل ۱۹۸۱) بازیگر اهل ایتالیا بود.
از فیلم‌هایی که وی در آن نقش داشته‌است، می‌توان به در آخرین لحظه، رؤیای زورو، نان، عشق و رؤیاها، حمل و نقل، بیوه، صدای بی رخ، اولین عشق، رومئو و ژولیت، شام دلقک و ارواح – به سبک ایتالیایی اشاره کرد.